# Solmsbach
Der Solmsbach im Taunus ist ein 24,6 km langer, linksseitiger und südlicher Zufluss der Lahn im Landkreis Gießen und Lahn-Dill-Kreis in Hessen. Sein Einzugsgebiet ist etwa 112,5 km² groß.

## Name
Der Bach wurde im Jahr 788 als Sulmissa erstmals urkundlich erwähnt. Der Name leitet sich wahrscheinlich vom germanischen *swulm- ab, einen Ablaut zum Verb *swell-a- mit der Bedeutung „schwellen“.
Er wurde der Namenspatron des Grafen- und Fürstengeschlechts Solms, dessen Stammburg einst in Burgsolms stand, einiger Ortschaften am Bach und der durch sein Tal folgenden Bahnstrecke Friedrichsdorf–Albshausen.

## Verlauf
Der Solmsbach entspringt im Östlichen Hintertaunus. Seine Quelle liegt im Naturpark Taunus am südlichen Ortsrand von Espa, einem Ortsteil der Gemeinde Langgöns, auf rund 430 m ü. NN.
Anfangs fließt der Solmsbach westwärts nach Weiperfelden und daraufhin in nordwestliche Richtung durch Brandoberndorf, vorbei an Kröffelbach und durch Kraftsolms; sie alle sind Ortsteile der Gemeinde Waldsolms. Dabei münden links- und rechtsseitig mehrere Bachläufe ein, zum Beispiel der Eichelbach bei Weiperfelden und der Aubach in Brandoberndorf.
Dann fließt der Solmsbach in Richtung Nordnordwesten, wobei er Niederquembach, einem Ortsteil von Schöffengrund, und Neukirchen, einem Ortsteil von Braunfels, jeweils im Westen passiert. Im Braunfelser Ortsteil Bonbaden wird der Bach durch den Hainbach gespeist, der beim nahen Laufdorf entspringt. Hier bildet er die Westgrenze des Wetzlarer Hintertaunus.
Nördlich von Bonbaden durchläuft er den Solmser Ortsteil Oberndorf, um dann nach Durchfließen des Solmser Ortsteils Burgsolms auf etwa 142 m Höhe in den Rhein-Zufluss Lahn zu münden.

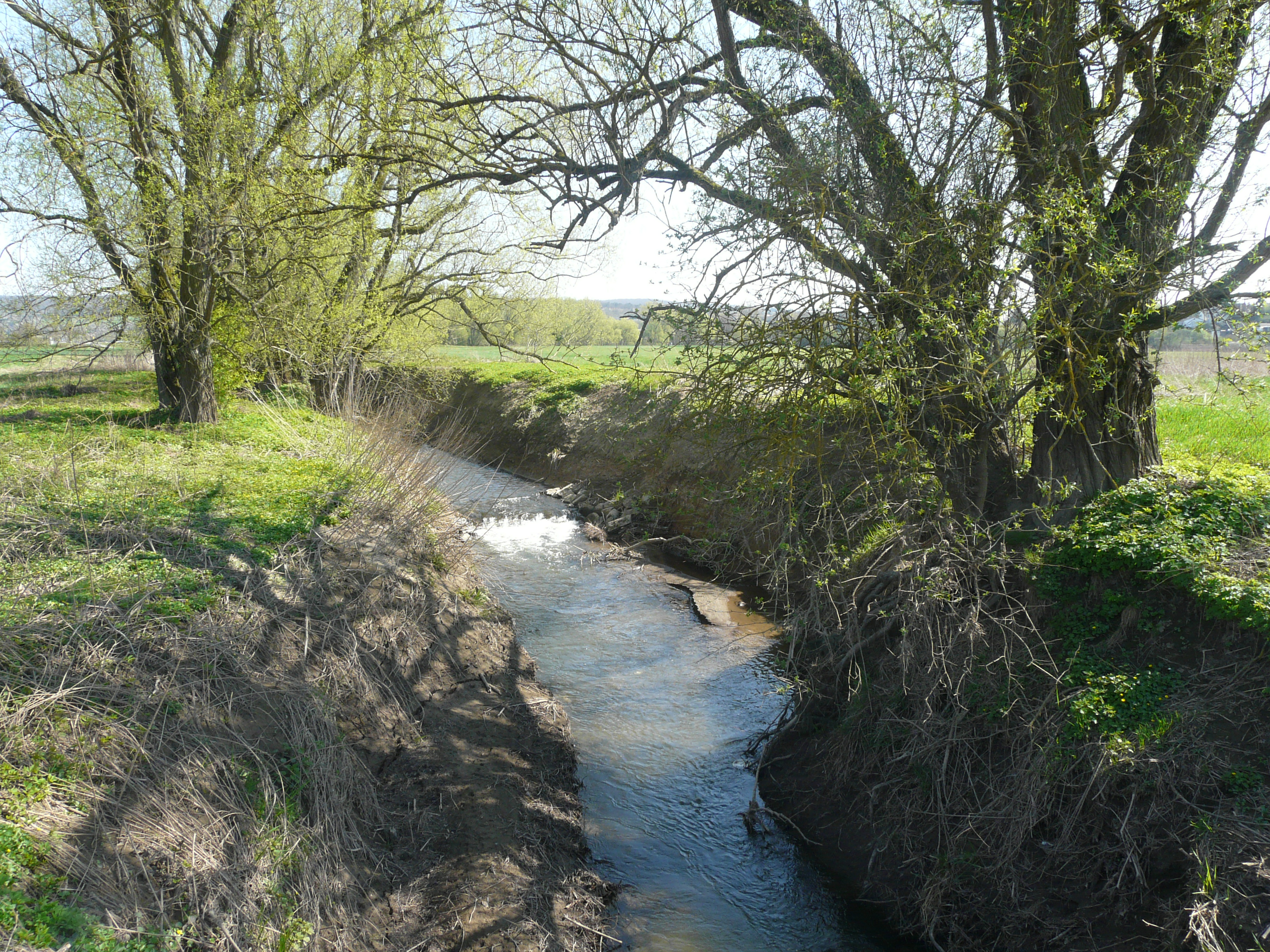
Solmsbach bei Burgsolms
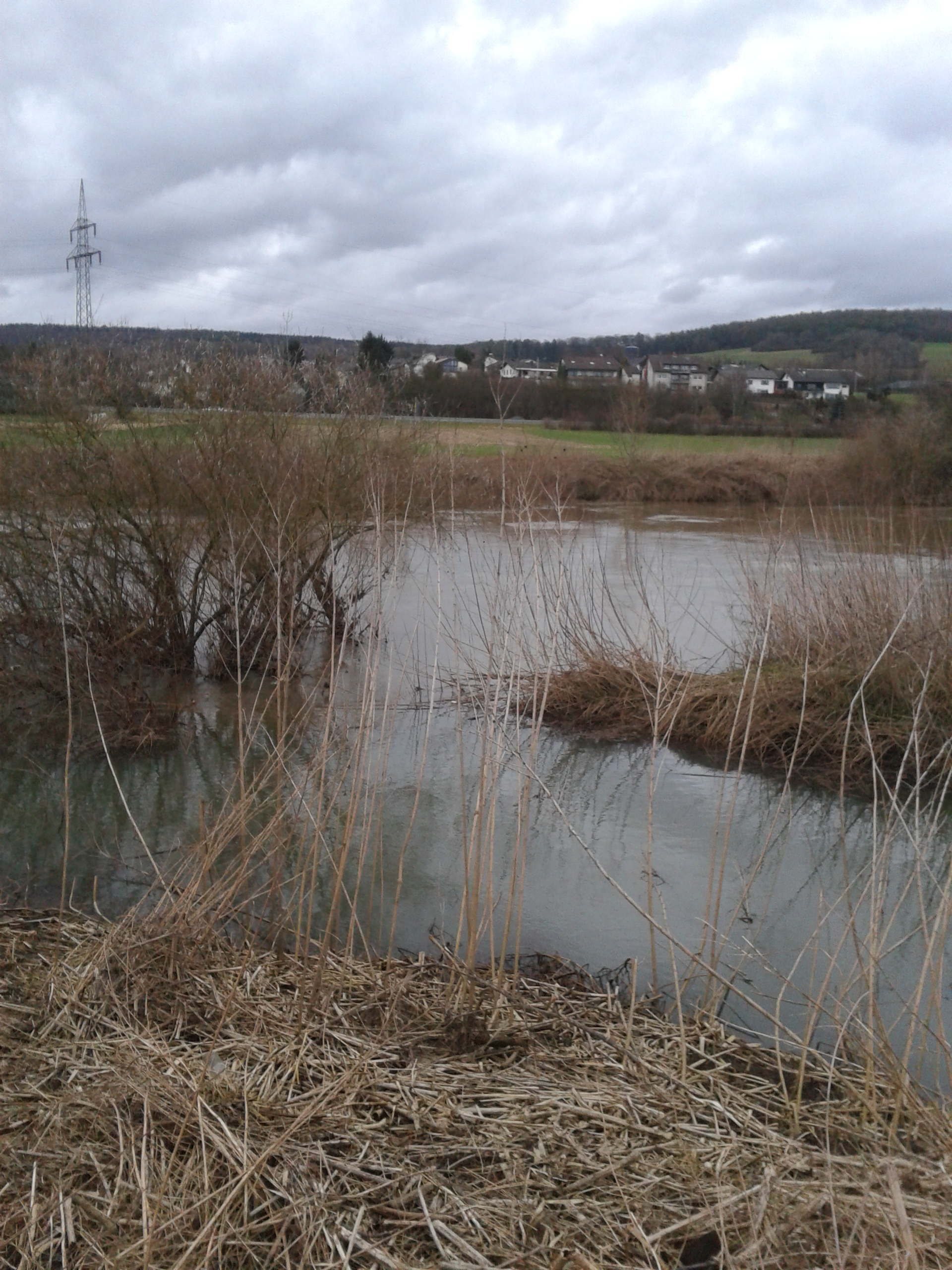
Mündung des Solmsbachs in die Lahn